# Rudolf Mauersberger
Rudolf Mauersberger (Mauersberg (Erzgebirgskreis), 29 de gener, 1889 - Dresden (Saxònia), 22 de febrer, 1971), va ser un director de cor (Mestre de capella) i compositor alemany. Des de 1930 fins a la seva mort va ser director del Dresden Kreuzchor.

## Honors
El 1950, ell i el Kreuzchor van ser guardonats amb el Premi Nacional de la RDA de 2a classe, i el 1964 va rebre el Premi d'Art Martin Andersen Nexö. El 1954 se li va concedir un doctorat honoris causa en educació a la Universitat Humboldt de Berlín i el 1959 un doctorat honoris causa en teologia a la Universitat Philipps de Marburg. Va ser membre de la CDU de la RDA i de vegades membre de la principal junta executiva de la CDU. El 1969 va rebre l'Ordre Patriòtica del Mèrit en Or. Ja havia rebut la versió de bronze juntament amb el cor de creu el 1955 i en plata el 1964.
Es va convertir en membre d'honor de la International Heinrich Schütz Society el 1964, de la New Bach Society el 1969 i de la Filharmònica de Dresden el 1970. La seva tomba es troba a la cripta familiar de Mauersberg (muntanyes Metallgicas). La ciutat l'honora amb el Museu Mauersberger, que està dedicat a ell i al seu germà Erhard Mauersberger, que va ser Thomaskantor a Leipzig des de 1961 fins a 1972. Rudolf Mauersberger va portar el Dresden Kreuzchor a la fama mundial.

## Reconstrucció de l'església a la seva ciutat natal
El 1951, Rudolf Mauersberger va fundar una fundació per a la reconstrucció de l'antiga església fortificada de Mauersberg, que havia estat enderrocada el 1889. L'actual capella de la Creu va ser consagrada l'any 1953. La campana de l'any 1571 es va conservar de l'antiga església i es va tornar a instal·lar l'arquitecte Fritz Steudtner. Un testimoni de la dècada de 1950 és la Dansa de la mort al presbiteri d'Otto Rost. Els rostres i figures revelen dones i homes de Mauersberg i els voltants. Les pintures de la galeria i del sostre, així com els vitralls de la Capella de la Creu, van ser dissenyats per Helmar Helas de Dresden. La nova estructura incorporava l'antic merlet i el traslladà a l'interior de l'església per crear una segona galeria.
Rudolf-Mauersberger-Straße, situada al nord del Gran Jardí al districte de Striesen de Dresden, porta el seu nom.

## Alumnes
Entre els estudiants de Mauersberger hi havia els cantants Theo Adam, Peter Schreier i Olaf Bär, el compositor de Dresden Udo Zimmermann i Hans Thamm, que va fundar el "Windsbacher Knabenchor" el 1946, així com el director d'orquestra Hartmut Haenchen.

## Representació de Mauersberger a les Belles Arts
- Franz Beyer: Prof. D. Dr. Rudolf Mauersberger (placa, bronze, 1967)
- Hanna Hausmann-Kohlmann: Rudolf Mauersberger (silueta, 1942)[14]
- Harald Stephan (* 1939): Prof. Rudolf Mauersberger (escultura de retrat, ciment, fosa, 1971)[15]

Representació fotogràfica de Mauersberger

- Li (Charlotte) Naewiger: Retrat de Rudolf Mauersberger (a partir d'una sèrie de fotografies; 1954)[16]

## Composicions (selecció)
"Com la ciutat està tan desolada" és la primera peça del "Cicle Coral de Dresden", que, juntament amb els cicles corals "Erzgebirge" i "Nadal", documenta l'extens treball musical vocal de Mauersberger. Van seguir altres obres, com el "Rèquiem de Dresden", la "Música sagrada d'estiu", la "Passió de Sant Lluc" i el "Te Deum de Dresden". Mauersberger també va organitzar cançons sagrades i populars en escenaris corals sofisticats. Les obres de Mauersberger estan registrades al catàleg raonat de Rudolf Mauersberger (RMWV).
Cicles corals per a solistes i cor mixt a capella

- cicle Dia i Eternitat, 1943
- Cicle nadalenc dels Kruzians, 1944–1946, del qual “Small Dresden Christmas cycle”, 1951
- Cicle Dresden, 1945–1950, finalitzat l'any 1955, del qual s'ha fet l'himne de dol "Com es troba la ciutat tan desolada"
- Cicle Erzgebirge, 1946–1954
- The Small Year Circle, 1950

Obres espirituals

- Nit de Nadal amb cançons de torre, 1932–1963
- Missa de Nadal, 1936
- "Comença el teu dia de feina amb alegria", 5 petits motets 1940, 1943
- Missa de Pasqua, 1941
- Dresden Te Deum, 1944/45
- Música de la passió basada en l'Evangeli de Lluc, 1947
- Rèquiem de Dresden, 1947/48
- Surt, cor meu, i busca l'alegria - Música espiritual d'estiu, 1948
- Una petita cantata de Nadal, 1948
- Motet de la pau, 1953
- Missa evangèlica, 1954
- Cançons per a la Kreuzkapelle de Mauersberg, 1954–1956

Obres Seculars

- "Maiwärts", Oda de primavera, 1917/18
- canonades, 1942
- Crítica del cor, 1958
- "Tin tranquil·litat", cançó commemorativa, 1943
- Tres poemes de temporada, 1965/66

música instrumental

- Trio amb piano en do menor, 1913/14
- Introducció, Ciaconna i Coral en mi menor per a orgue, 1912–1914
- Introducció i Passacaglia en la menor per a orgue, 1912–1914
- Preludi i doble fuga en re menor per a orgue, 1912–1914
- Obres d'orgue gratuïtes, 1914–1916
- Simfonia en mi menor (tràgica), 1914–1916

## Discografia (selecció)
Amb el Dresdner Kreuzchor

- Johann Sebastian Bach, h-Moll-Messe (Gravació 1958)
- Heinrich Schütz, Geistliche Chormusik (1648) (Gravació 1962/63)
- Heinrich Schütz, Psalmen Davids 1 (SWV 23, 25, 28, 29, 33, 34, 35, 36) (Gravació 1965)
- Heinrich Schütz, Cantiones Sacrae (1625) – SWV 53–96 (Gravació 1963)
- Heinrich Schütz, Doppelchörige Motetten (SWV 24, 31, 41, 417, 464, Anh. 8), Magnificat alemany, SWV 494 (Gravació 1965)
- Heinrich Schütz, Kleine geistliche Konzerte 1 (SWV 302, 304, 305, 329, 330, 331, 332, 335, 336, 337) (Gravació 1966)
- Heinrich Schütz, Kleine geistliche Konzerte 2 (SWV 282, 285, 287, 288, 289, 290, 291, 292, 295, 296, 300, 308, 317, 320, 325)
- Heinrich Schütz, Kleine geistliche Konzerte 3 SWV 283, 284, 294, 297, 306, 307, 309, 310, 311, 312, 316, 318, 319, 324
- Heinrich Schütz, Lukas-Passion, SWV 480 (Gravació 1965)
- Heinrich Schütz, Mehrchörige Konzerte (SWV 465, 468, 469, 476, Anh. 3, Anh. 9) (Gravació 1970)
- Heinrich Schütz, Musikalische Exequien, SWV 279–281, Die sieben Worte Jesu Christi am Kreuz, SWV 478 (Gravació 1966 und 1969)
- Heinrich Schütz, Symphoniae Sacrae 1 (SWV 405, 407, 409, 413, 414, 415, 416, 418)
- Heinrich Schütz, Symphoniae Sacrae 2 (SWV 260, 261, 262, 359, 360, 403, 406, 411)
- Choräle der Lutherzeit (Gravació 1967)

Amb el Dresdner Kreuzchor i el Thomanerchor, sota direcció musical conjunta amb el seu germà Erhard Mauersberger:
- - Johann Sebastian Bach, Passió per Sant Mateu (enregistrament 1970)

Obres de Rudolf Mauersberger amb el Dresdner Kreuzchor sota la direcció del compositor:
- - Nadal amb el Dresdner Kreuzchor (incloent obres del Christvesper del Kruzianer, RMWV 7 de Rudolf Mauersberger) (enregistrament de 1964)
  - Comenceu el vostre dia de feina amb alegria: cançons / cors populars (incloses les obres de Rudolf Mauersberger RMWV 1, 5, 43, 382, 386, 396, 398, 399, 401/1, 432) (gravades el 1964)
  - Missa de Nadal del Kreuzchor de Dresden amb una obra de teatre de la Missa de Nadal dels antics alumnes, RMWV 71 de Rudolf Mauersberger (enregistrament de 1962)
  - Música coral (obres de Rudolf Mauersberger de RMWV 1, 2, 4, 5, 10, 11) (enregistraments 1949–1967)
  - Peter Schreier - noi contral del Dresden Kreuzchor (incloent obres de Rudolf Mauersberger RMWV 1, 5, 7, 10, 11, 401/1, 424, 425) (enregistraments 1949–1951)
  - Rudolf Mauersberger i el Dresdner Kreuzchor (incloent obres de Rudolf Mauersberger RMWV 1, 10) (enregistraments 1951–1960)

Obres de Rudolf Mauersberger sense la participació del compositor

- - Missa de Nadal del Dresdner Kreuzchor, RMWV 73, Dresdner Kreuzchor, Director: Martin Flämig (enregistrament de 1984)
  - Música de cambra: Piano Trio, RMWV 448 / String Quartet, RMWV 449, Saxon String Solists of the Staatskapelle Dresden (enregistrament 1991)
  - Passió de Sant Lluc, RMWV 9, cor acadèmic de Turingia, director: Wolfgang Unger (enregistrament 1991)
  - Vespres de Nadal del Dresdner Kreuzchor, RMWV 7, Dresdner Kreuzchor, Director: Gothart Stier (enregistrament de 1993)
  - Com es troba la ciutat tan desolada, de RMWV 7 / Dresdner Requiem, RMWV 10, Dresdner Kreuzchor, director: Matthias Jung (enregistrament 1994)
  - Surt, cor meu, i busca l'alegria, RMWV 11 – Una música espiritual d'estiu, cor acadèmic de Turingia, director: Wolfgang Unger (enregistrament 1994)

## Llegat
El llegat compositiu de Rudolf Mauersberger inclou aproximadament 475 números de catàleg amb manuscrits, transcripcions o còpies i es conserva al departament de música de la Biblioteca Estatal Saxona - Biblioteca Estatal i Universitat de Dresden des de 1973 (signatura: Mus. 11302-...).

## Catàlegs raonats
Per a l'obra completa vegeu:
- el catàleg raonat de Rudolf Mauersberger
- Matthias Herrmann: Rudolf Mauersberger (1889–1971), catàleg d'obres (RMWV) (= Estudis i materials sobre la història de la música de Dresden. Volum 3). 2n, sencer recentment editat edició. Saxon State Library, Dresden 1991, DNB 921402317, urn:nbn:de:bsz:14-db-id3991039024 (XI, 155 pàg.; escaneig del SLUB).